# Preemptive Strike
Preemptive Strike es un disco recopilatorio de los sencillos de DJ Shadow lanzados por el sello inglés Mo' Wax entre 1991 y 1998.

## Lista de temas
A continuación se muestra el listado completo de temas en la edición en formato CD. En la edición en vinilo, se desecharon los temas "Strike 1", "Strike 2" y "Strike 3 (And I'm Out)".
1. "Strike 1" (también "Strike One") – 0:26
2. "In/Flux" – 12:12
3. "Hindsight" – 6:52
4. "Strike 2" (también "Strike Two") – 0:15
5. "What Does Your Soul Look Like (Part 2)" – 13:51
6. "What Does Your Soul Look Like (Part 3)" – 5:12
7. "What Does Your Soul Look Like (Part 4)" – 7:12
8. "What Does Your Soul Look Like (Part 1)" – 6:21
9. "Strike 3 (And I'm Out)" (también "Strike Three (And I'm Out)") – 0:26
10. "High Noon" – 3:57
11. "Organ Donor (Extended Overhaul)" – 4:26[1]